# Ermita de Maristel·la
L'ermita de Maristel·la és una ermita d'Esporles (Mallorca) que es troba a 580 msnm al bosc de Son Ferrà, a l'oest del poble. Des d'aquesta ermita es pot accedir fàcilment a la Fita del Ram, el punt més alt del massís, a 833 msnm. L'excursió més clàssica parteix de Son Ferrà i arriba a l'ermita en 25 minuts. Per arribar a la Fita del Ram, encara hi hauria 40 min. més de camí.
L'ermita està dedicada a la Mare de Déu del Carme, ja que fou fundada per un grup de carmelites a conseqüència d'una herència de la senyora de Son Ferrà, Margalida Rosselló i Ferrà, que morí el 1888 i demanà que es llegàs una part del seu bosc a un grup d'ermitans.